# Charles Edmonds
Charles Humphrey Kingsman Edmonds (Lincoln, 20 aprile 1891 – Surrey, 26 settembre 1954) è stato un generale inglese.
Il Vice maresciallo dell'aria Charles Humphrey Kingsman Edmonds fu ufficiale pilota della Royal Air Force (RAF). 
Prestò servizio per la prima volta nella Royal Navy e fu un pilota dell'aviazione navale durante la prima guerra mondiale, prendendo parte al Raid di Cuxaven nel dicembre 1914; mentre prestava servizio nella Campagna di Gallipoli (1915) fu il primo uomo ad affondare una nave nemica da un aereo, usando un siluro. 
Nel Periodo interbellico rimase nella RAF, diventando un alto ufficiale di stato maggiore durante la seconda guerra mondiale.

## Biografia
Edmonds era uno dei quattro figli di Charles Edmonds e di sua moglie Mary Elizabeth (nata Harris), a Lincoln (Regno Unito), Lincolnshire. Nel 1903, all'età di 14 anni, entra nella Royal Navy come Allievo ufficiale. Il 15 luglio 1911 fu promosso da Aspirante guardiamarina a sottotenente, servendo a bordo della corazzata HMS King Edward VII dal 10 ottobre 1911, prendendo parte alle operazioni di blocco durante la Prima guerra balcanica. 
Edmonds imparò quindi a volare alla Bristol School della Guarnigione di Larkhill a Durrington, Wiltshire (3,2 Lm a nord di Amesbury) nel Salisbury Plain; il 16 aprile 1912 gli fu concesso il Brevetto degli Aviatori del Royal Aero Club No. 206 dopo aver pilotato un Bristol biplano. Il 17 febbraio 1913 fu promosso tenente. Il 17 maggio 1913 fu inviato alla Central Flying School per un corso di istruzione, poi il 13 agosto fu inviato alla Calshot Naval Air Station nell'Hampshire. Servì nell'aviazione navale del Royal Flying Corps fino al 1º luglio 1914, quando divenne il Royal Naval Air Service.

## Prima guerra mondiale
Alla fine del 1914 Edmonds prese parte al Raid di Cuxaven. Il 24 dicembre 1914, sotto il comando del Commodoro Reginald Tyrwhitt, gli incrociatori leggeri HMS Arethusa (1913) e HMS Undaunted (1914), insieme ad otto cacciatorpediniere della 3ª Flottiglia cacciatorpediniere, salparono da Harwich con le portaerei HMS Engadine (1911), HMS Riviera e HMS Empress (1914), ciascuno trasportando tre idrovolanti Short. Due cacciatorpediniere e dieci sottomarini sotto il comando del commodoro Roger Keyes agirono come scorta. Alle 06:00 del 25 dicembre la forza era in una posizione di 12 miglia nautiche (22 km) a nord di Helgoland ed i sette idrovolanti furono lanciati con successo entro le 07:00. Il loro obiettivo principale era quello di attaccare gli hangar dei dirigibili a Cuxhaven, ma avevano anche il compito di ricognizione della base navale di Wilhelmshaven. Il maltempo sul terreno ha fatto sì che nessuno degli aerei trovasse l'obiettivo, ma fu fatta un'indagine approfondita delle installazioni navali tedesche ed una serie di bombe sganciate su vari obiettivi. Mentre gli aerei britannici volavano sopra la Germania, la forza navale navigò al largo della costa nemica in attesa del loro ritorno. Il traffico radio intercettato dimostrò che i tedeschi erano ben consapevoli della loro presenza, ma la loro marina non fece alcun tentativo di contrastarli. Vennero attacchi da un certo numero di idrovolanti tedeschi e da due degli Zeppelin, ma furono scacciati dal fuoco britannico. Solo tre aerei (tra i quali Edmdons) riuscirono a tornare dalla flotta, mentre altri tre rimasero a corto di carburante e furono costretti a scendere in mare vicino a Norderney, dove furono raccolti dal sottomarino HMS E11. Il settimo pilota ammarò dopo aver subito un guasto al motore e fu prelevato da un peschereccio olandese e portato in Olanda, prima di tornare in Inghilterra. Dopo l'incursione Edmonds ricevette il Distinguished Service Order. Il 25 marzo 1915 fu promosso flight commander, con anzianità dal 23 febbraio e prestò servizio a bordo della HMS Raven II nel Mediterraneo e ad Aden.
Ha poi servito a bordo della portaerei HMS Ben-my-Chree durante la Campagna di Gallipoli. Il 12 agosto 1915, pilotando un idrovolante Short Type 184, fece la storia lanciando il primo attacco aereo su una nave mercantile turca che successivamente affondò, anche se era già stato colpita dal sottomarino britannico HMS E14. Cinque giorni dopo, ha attaccato con successo un'altra nave turca, la prima ad essere stata affondata interamente con questo metodo.
Mentre pilotava il Short Type n. 849 l'11 febbraio 1916, subì un guasto al motore ed in ammaraggio su un mare mosso, l'aereo si capovolse. Edmonds e il suo osservatore (Lieutenant Erskine Childers, l'autore di The Riddle of the Sands) furono salvati dalla HMT Charlsen. Il 14 marzo 1916 ricevette una Menzione nei dispacci dal viceammiraglio al comando dello Squadron del Mediterraneo orientale che si occupava delle operazioni tra il momento dello sbarco sulla penisola di Gallipoli nell'aprile 1915 e l'evacuazione nel dicembre 1915 - gennaio 1916. Il 5 maggio 1916 Edmonds fu inviato al HMS President, per il Servizio Speciale nell'RNAS. Il 30 giugno 1916 fu promosso squadron commander (come Capitano di fregata), fino a diventare Officer Commanding del n. 6 Wing RNAS, con base ad Otranto il 13 marzo 1917. Da lui dipendevano due Squadron di idrovolanti ed un flight di aerei terrestri di base ad Otranto e da un aeroporto vicino. Fu promosso wing commander il 31 dicembre 1917.
Il 1º aprile 1918, il Royal Naval Air Service (RNAS) fu fuso con il Royal Flying Corps dell'esercito per formare la Royal Air Force. Lo stesso giorno Edmonds, che ora detiene il grado di maggiore (tenente colonnello temporaneo) fu nominato Staff Officer, 1st Class, per servire nell'Air Ministry. Poco dopo, il 17 aprile, gli fu concesso il permesso dal re di indossare la Croix de guerre 1914-1918 (Francia) che gli era stata conferita dal Presidente della Repubblica francese.

## Periodo interbellico
Edmonds ricevette ulteriori decorazioni dopo la guerra. Il 1º gennaio 1919 fu nominato Ufficiale dell'Ordine dell'Impero Britannico e l'8 febbraio gli fu concesso il permesso di indossare le insegne di un Ufficiale dell'Ordine della Corona d'Italia. Il 1º aprile 1919 Edmonds, ora tenente colonnello (comandante generale di brigata), lasciò lo staff, tornando al volo. Il 1º agosto 1919 gli fu assegnata una commissione permanente nella RAF con il grado di maggiore (squadron leader).
Dopo un periodo a mezza retribuzione, il 16 febbraio 1920 Edmonds fu nominato Officer Commanding della Stazione di Stoccaggio di Brockworth, poi il 1º maggio fu nominato membro del No. 7 Group RAF. Il 22 agosto 1921 fu trasferito all'Air Ministry per servire nella Direzione di Formazione e Organizzazione fino al 1º novembre 1921 quando fu temporaneamente assegnato alla Air Pilotage School come ufficiale sovranumero prima di entrare nel RAF Staff College come un istruttore il 1º aprile 1922, dopo essere stato promosso a wing commander il 1º gennaio.
Edmonds fu uno dei primi istruttori allo Staff College, che fu aperto sotto il comando dell'Air Commodore Robert Brooke-Popham. Il Directing Staff comprendeva anche l'air commodore Robert Clark-Hall, il Group Captain Philip Joubert de la Ferté, il Wing Commander Wilfrid Freeman e lo Squadron Leader Bertine Sutton, mentre la prima classe di studenti comprendeva i Wing Commander Jack Baldwin e Richard Peirse, gli Squadron Leader Conway Pulford, Keith Park, Wilfred McClaughry e Charles Portal ed i Flight Lieutenant Eric Betts, Harold Kerby e John Cole-Hamilton. Edmonds vinse il premio R. M. Groves Memorial Essay per il suo articolo su A Forecast of Aerial Development nel giugno 1922 ed il 12 dicembre 1923, in accordo con la Royal Aeronautical Society, presentò un documento davanti alla Royal United Service Institution sull'oggetto della strategia aerea.
Il 4 maggio 1925 Edmonds fu nominato Officer Commanding dell'Armament and Gunnery School, servendo fino al 7 marzo 1927 quando fu temporaneamente inviato al deposito della RAF a Uxbridge, prima di essere distaccato come membro della RAF della Missione navale britannica in Grecia, in servizio dal 15 marzo 1927 fino al 15 marzo 1929. Il 1º luglio fu promosso group captain. Il 6 agosto 1929 fu nominato Officer Commanding della RAF Worthy Down e vinse anche il premio R. M. Groves Memorial Essay per la seconda volta.
Prestò servizio come Officer Commanding del n. 21 (Training) Group dal 7 agosto 1931 ed il 1º febbraio 1932 fu assegnato al centro del No. 1 Group RAF di difesa aerea e collegato al Ministero dell'Aeronautica (Deputy Directorate of Manning). Il 1º marzo 1932 fu nominato Deputy Director of Manning. È arrivato terzo anche nel Gordon Shephard Memorial Essay. Edmonds prestò servizio poi alla Directorate of Personal Services fino al 1º febbraio 1938, quando si trasferì alla Deputy Directorate of Plans.

## Seconda guerra mondiale
Il 27 novembre 1939 Edmonds fu nominato Senior Maintenance Staff Officer presso la sede del RAF Maintenance Command e fu promosso al grado temporaneo di air commodore il 1º giugno 1941. Nominato Vice maresciallo dell'aria il 18 maggio 1942, servì poi come Senior Air Staff Officer presso il Combined Operations HQ da giugno e poi come Air Officer in Charge of Administration presso il RAF Fighter Command HQ dal 13 novembre 1942. Nel 1943 New Year Honours Edmonds fu nominato Commendatore dell'Ordine dell'Impero Britannico. Il 18 maggio 1943 il suo grado temporaneo di air commodore fu reso sostanziale in guerra. Il 15 novembre 1943 fu nominato Air Officer in Charge of Administration presso il Quartier Generale della Allied Expeditionary Air Force. Il 1º dicembre 1944 fu promosso air commodore, rinunciando al suo grado di Vice maresciallo dell'aria il 15 dicembre 1944. Il 1º gennaio 1945 ricevette una menzione nei dispacci e l'8 gennaio fu nominato Air Officer in Charge of Administration del RAF Flying Training Command, riconquistando il suo grado di vice maresciallo dell'aria.
Il 12 giugno 1945 ricevette dalla Polonia, l'Ordine della Polonia restituta di seconda classe e di nuovo il 7 agosto rinunciò al suo grado di vice maresciallo aereo. Edmonds si ritirò dalla RAF, mantenendo il grado di air vice-marshal, il 3 ottobre 1945. Il 9 ottobre è stato nominato Commendatore della Legion of Merit dagli Stati Uniti.

## Vita personale
Il 5 aprile 1917 Edmonds sposò Lorna Karim Chadwick Osborn, figlia del colonnello Osborn della Royal Artillery, nella Chiesa di San Giovanni Evangelista, Paddington. Ebbero tre figli, tra cui Robert Humphrey Gordon Edmonds (1920-2009), un diplomatico e scrittore. 
Charles Edmonds è sepolto nel cimitero di Brookwood (Surrey).